# 3228 Pire
3228 Pire (1935 CL) là một tiểu hành tinh vành đai chính được phát hiện ngày 8 tháng 2 năm 1935 bởi S. Arend ở Uccle.